# Любинський район
Любинський район (рос. Любинский район) — муніципальне утворення у Омській області.

## Адміністративний устрій
- Красноярське міське поселення
- Любинське міське поселення
- Алексіївське сільське поселення
- Боголюбовське сільське поселення
- Большаковське сільське поселення
- Веселополянське сільське поселення
- Замелетьоновське сільське поселення
- Казанське сільське поселення
- Камишловське сільське поселення
- Любино-Малороське сільське поселення
- Новоархангельське сільське поселення
- Новокиївське сільське поселення
- Пролетарське сільське поселення
- Протопоповське сільське поселення
- Сєверо-Любинське сільське поселення
- Тавричанське сільське поселення
- Увало-Ядринське сільське поселення
- Сєверо-Любинське сільське поселення
- Центрально-Любинське сільське поселення
- Южно-Любинське сільське поселення